# Fairfield (Connecticut)
Fairfield es un pueblo ubicado en el condado de Fairfield en el estado estadounidense de Connecticut. En el año 2018 tenía una población de 61.952 habitantes y una densidad poblacional de 762 personas por km². En julio de 2006, la revista Money clasificó a Fairfield como el noveno "mejor lugar para vivir" en los Estados Unidos, y el mejor lugar para vivir en el Noreste de Estados Unidos.

## Geografía
Está al oeste de Bridgeport, al este de Westport, y al sur de Easton y Weston.

## Demografía
En 2018, la composición racial de la ciudad era de 89,4% de blancos, 2,0% de Afroamericanos, 0,0% de nativos americanos, 4,5% de asiáticos, 0,0% de isleños del Pacífico, y 2,7% de dos o más razas. El 5,8% de la población eran de raza hispana o latina.
Según la Oficina del Censo de 2014 a 2018 los ingresos medios por hogar en la localidad eran de $134.559, y la renta per cápita para la localidad era de $65.487. Alrededor del 5,0% de la población estaban por debajo del umbral de pobreza.